# Temple de Bêl (Doura Europos)
Le temple de Bêl, aussi connu sous le nom de temple des Dieux palmyréniens, est l'un des principaux sanctuaires païens de la ville de Doura Europos (maintenant communément appelé Europos-Doura), sur l'Euphrate, en Syrie orientale. Le temple est situé à l'angle nord-ouest de la ville, contre le rempart et englobe la tour 1, dans l'îlot J9.

## Histoire

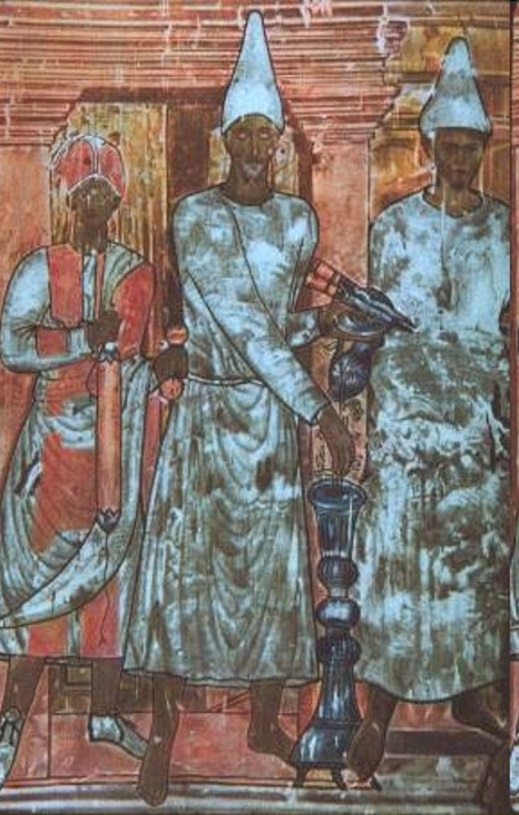
Sacrifice de Conon, fresque du temple de Bêl.

Le terminus ante quem de l'édifice est fourni par une inscription dédiée à Zeus Sôter datée de 50-51. Le temple comprend alors simplement le naos et deux pièces construites contre le rempart. Il est ensuite agrandi par l'adjonction d'un pronaos, qui à son tour est complété par une série de pièces le bordant. Le bâtiment est continuellement modifié jusqu'au IIIe siècle inclus.
Lorsque la ville est reprise par les Romains en 165, ils reconstruisent dans la partie nord de la ville un camp fortifié, dont le temple de Bêl devient le principal sanctuaire.
Le temple était décoré de fresques représentant des scènes cultuelles, dont la plus célèbre est le sacrifice de Conon (voir ci-contre). Dans la pièce K située dans l'angle nord de la cour sud du sanctuaire, une fresque des années 160 représente un eunuque nommé Otès sacrifiant aux divinités palmyréniennes. Cet ensemble est, après le décor de la synagogue de Doura Europos, le plus important de la ville.

## Découverte et identification
Le temple a été le premier monument fouillé sur le site, après la découverte fortuite de fresques par des soldats britanniques campant dans les ruines d'un site abandonné, le 20 mars 1920 : creusant dans un angle du rempart pour y installer un poste de tir, ils mettent au jour des fresques. Par chance, un membre d'une expédition archéologique de l'Oriental Institute de l'université de Chicago, James Henry Breasted, était en Irak et il a pu consacrer une journée à l'étude des peintures, avant que le corps expéditionnaire ne se retire.
La même année, le traité de Sèvres attribua un mandat à la France sur la Syrie, et l'Académie des inscriptions et belles-lettres eut l'occasion d'établir une mission archéologique à Doura Europos, sous la direction de Franz Cumont. Cumont se rend sur le site en 1922 et mène deux campagnes de fouilles avec l'aide des soldats de la Légion étrangère. Les fresques mises au jour représentant des personnages qui font une cérémonie religieuse, avec des offrandes (fresque de Conon), on y voit aussi des représentations des tychés de Palmyre et de Doura, ainsi que les deux fleuves de l'Oronte et de l'Euphrate. Un autre panneau représente une dédicace faite par un soldat romain, le tribun Terentius. Franz Cumont attribue l'édifice à la communauté palmyrénienne de Doura et le nomme « temple des Dieux palmyréniens, bien qu'en réalité l'épigraphie montre que les dédicants des fresques ornant le temple appartiennent à des familles locales.
Bradford Welles proposa alors de changer le nom attribué à l'édifice en « Temple de Bêl », car des inscriptions grecques de l'époque parthe mentionnent Zeus, qu'il identifia, sans autre preuve qu'une fresque fragmentaire mal identifiée, au dieu Bêl. Le nom le plus approprié serait probablement « Temple de Zeus » mais la correction de Welles a été bien reçue et c'est sous ce nom que le temple est généralement connu.
À partir des années 2000, la Mission franco-syrienne d'Europos-Doura (MFSED) dirigée par P. Leriche a repris l'étude du monument et il a été en partie restauré en 2003. Sa publication est en cours.
Les peintures de Conon et d'un grand prêtre sont conservées au musée national de Damas en Syrie, tandis que les autres, en particulier le panneau du tribun Terentius, sont conservés à la Yale University Art Gallery à New Haven aux États-Unis.